# Касунгу (округ)
Касунгу — округ в Центральном регионе Малави. Столица — Касунгу. Площадь — 7878 км², население — 480 659 человек; граничит с Замбией.
Выйдя из округа, можно пересечь границу с Замбией по дороге, называемой в народе «100 миль неровных дорог» и попасть в национальный парк Южная Луангва. Район Касунгу — родина первого президента Малави, Хастингса Банда.

## Правительство и административное деление
В районе 9 избирательных округов Национального собрания:
- Касунгу — Центр
- Касунгу — Восток
- Касунгу — Север
- Касунгу — Северо-Восток
- Касунгу — Северный Северо-Восток
- Касунгу — Северо-Запад
- Касунгу — Юг
- Касунгу — Юго-Восток
- Касунгу — Запад

После выборов в 2009 году большинство избирательных округов было под контролем Малавийской Партии Конгресса (кроме Севера, который находился под контролем Демократической Прогрессивной Партии).